# Giuseppe Pontiggia

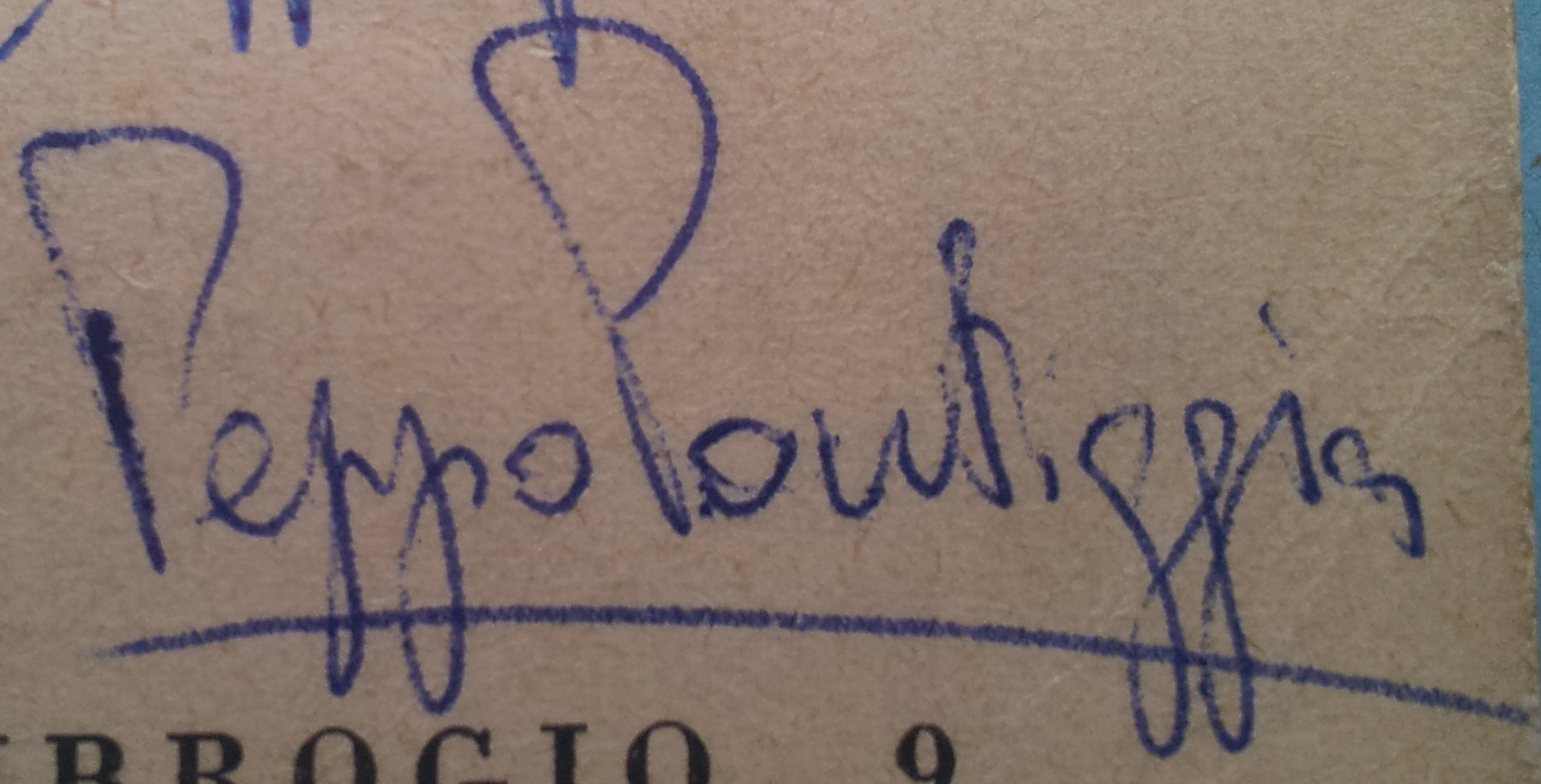
Firma di Giuseppe Pontiggia

Giuseppe Pontiggia, detto Peppo (Como, 25 settembre 1934 – Milano, 27 giugno 2003) è stato uno scrittore, aforista, critico letterario e curatore editoriale italiano.

## Biografia

Ugo Pontiggia, padre di Giuseppe

Nato da una madre attrice dilettante e da un padre funzionario di banca e dirigente fascista (Ugo Pontiggia fu, infatti, segretario del PNF a Bosisio Parini), trascorse l'infanzia a Erba, nella campagna brianzola. In seguito, dopo l'uccisione del padre da parte dei partigiani gappisti nelle prime avvisaglie della Resistenza partigiana (1943), la famiglia si sposta a Santa Margherita Ligure e poi a Varese, infine definitivamente a Milano dal 1948.
Pontiggia, mosso da innata propensione allo scrivere e da un desiderio irrefrenabile di conoscere l'universo attraverso i libri, ereditato dal padre bibliofilo, scopre lo stile come felicità del linguaggio attraverso la lettura adolescenziale di Guy de Maupassant. Ultimato il liceo classico con due anni di anticipo, per necessità familiari comincia a lavorare in banca, e al contempo collabora fin dalla sua fondazione (1956) con la rivista d'avanguardia Il Verri, diretta da Luciano Anceschi. Intorno alla rivista Il Verri, della cui redazione Pontiggia entra presto a far parte con un ruolo importante (che non è sempre stato valutato adeguatamente dalla critica), ruotano anche Umberto Eco e Nanni Balestrini.
Contemporaneamente completa gli studi universitari e nel 1959 si laurea all'Università Cattolica del Sacro Cuore con una tesi sulla tecnica narrativa di Italo Svevo. Lo stesso anno pubblica il suo primo romanzo autobiografico La morte in banca, frutto d'una profonda insoddisfazione per la sua esperienza lavorativa e per un mondo che considera frustrante, pieno di adulti che non sono maturi. Grazie all'incoraggiamento di Elio Vittorini, che gli consiglia di dedicare più tempo alla narrativa, nel 1961 lascia l'impiego in banca e si dedica all'insegnamento serale.
Nel 1963 si sposa con Lucia Magnocavallo, e sei anni dopo diviene padre di Andrea.
Il tempo libero gli consente di approfondire letture, interessi ed esperienze culturali in molteplici direzioni. Pontiggia diventa consulente di alcune case editrici: Adelphi per la quale pubblica nel 1968 L'arte della fuga; e la Arnoldo Mondadori Editore con la quale collabora attivamente, anche curando insieme con Marco Forti l'Almanacco dello Specchio fin dal primo numero del 1972. Intanto amplia la sua attività di saggista e di critico e occupandosi di autori classici, quali Ausonio, Macrobio, Sallustio, Lucano, Bonvesin de la Riva, successivamente Francesco Guicciardini e anche di autori moderni e contemporanei come Manzoni, Verga, Collodi, Morselli, D'Arrigo, Sinisgalli, Porta, ecc. Nel 1978 pubblica con Mondadori il romanzo Il Giocatore invisibile. Protagonista ne è un professore (attaccato anonimamente su una rivista per l'etimologia di "ipocrita"), che vede crollare tutte le certezze su cui ha costruito falsamente l'esistenza. Il tema era stato suggerito a Pontiggia dalla lettura di un feroce scambio polemico tra filologi su una rivista di studi classici. Nel 1983 il tradimento di un infiltrato in un gruppo clandestino comunista sarà il filo conduttore del romanzo Il raggio d'ombra. Le vicende sono ispirate da un evento reale accaduto nel 1927; Pontiggia ripubblicherà il libro in un'edizione riveduta nel 1988, ma del risultato non sarà mai pienamente convinto.
Negli anni Ottanta comincia a tenere corsi di scrittura al Teatro Verdi e presso università e altre sedi, incentrati sui vari modi, problemi e aspetti dello scrivere e sullo studio del linguaggio della prosa.
Pontiggia inizia a pubblicare anche raccolte di saggi dalla scrittura limpida e di forte tensione stilistica e critica: Il giardino delle Esperidi (1984), a cui fanno seguito il volumetto satirico Le sabbie immobili (1991), L'isola volante (1996) e I contemporanei del futuro: viaggio nei classici (1998), una delle riflessioni più profonde del secolo su chi sono i classici e perché, e sul rapporto che è possibile intrattenere con loro. Nella narrativa riesce a cogliere brillanti successi, di critica come di pubblico, vincendo tra l'altro il Premio Strega nel 1989 con "La grande sera", un affresco a tratti perfino spietato della società italiana degli anni Ottanta; il Superpremio Flaiano nel 1994 con Vite di uomini non illustri (1993); il Premio Chiara alla carriera nel 1997; infine il Premio Campiello, il Premio Società dei Lettori e Pen Club nel 2001 con Nati due volte (2000), romanzo in cui un tema che lo tocca (la disabilità del figlio) si articola in una narrazione non riducibile all'autobiografismo e da cui è stato tratto il film Le chiavi di casa. Durante questo periodo felice, riesce a prestare attenzione a suoi vecchi lavori, ampliando o ripubblicando alcuni dei suoi precedenti libri.

Pontiggia partecipò anche a numerose trasmissioni radiofoniche tra cui Dentro la sera, su Rai Radio 2, Vedi alla voce, Damasco e infine Passaggi mobili, una serie di conversazioni radiofoniche progettata dall'autore stesso e interrotta però dalla sua morte improvvisa.

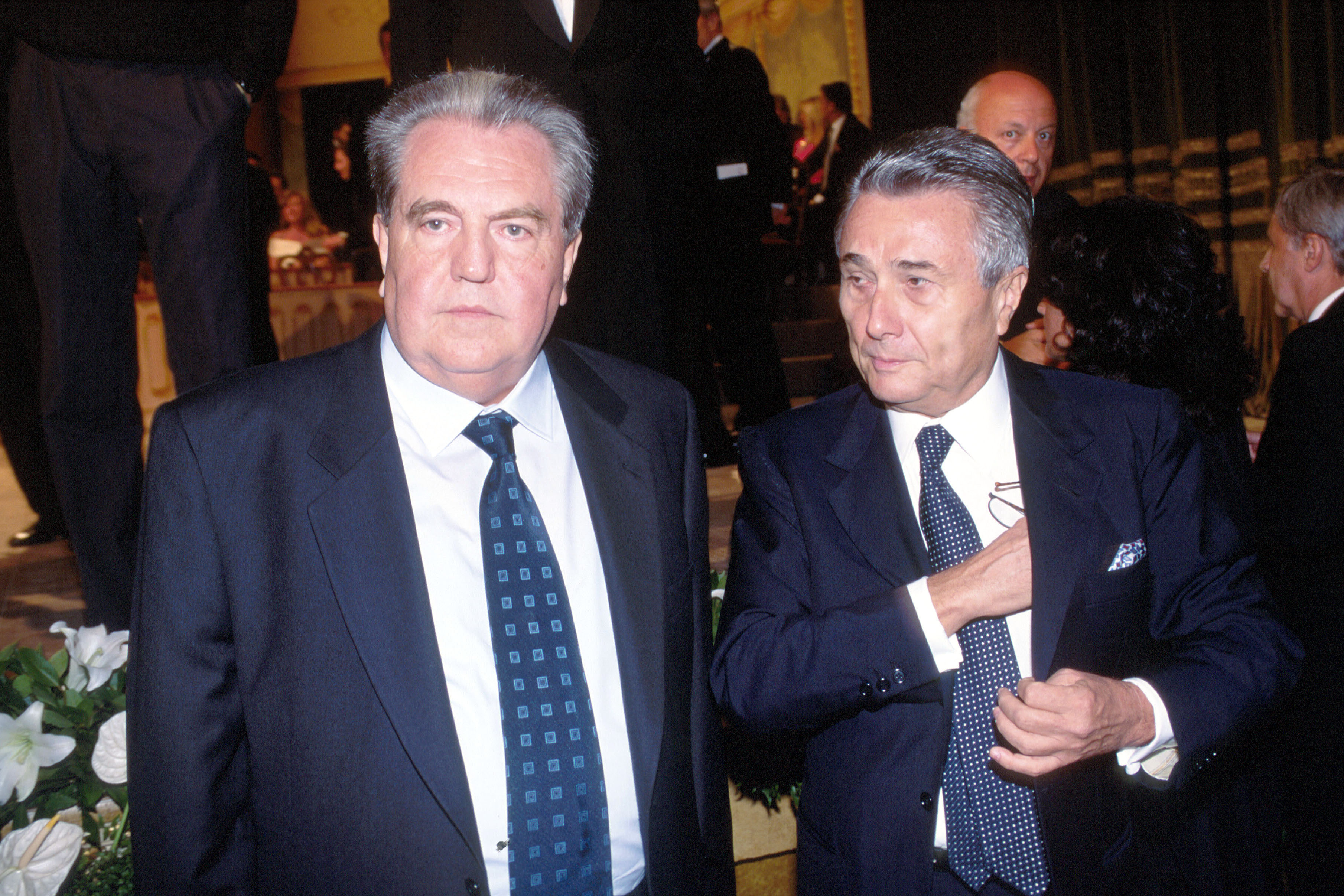
Pontiggia con Alberto Arbasino al Premio Campiello nel 1994

Oltre al film citato di Gianni Amelio, da Vite di uomini non illustri Mario Monicelli trae il film Facciamo paradiso, mentre nel 1989 il musicista Marco Tutino scrive Due arie per soprano e pianoforte su due testi di Pontiggia.
Tra gli autori stranieri che ha presentato Hermann Hesse, Isaac Bashevis Singer, Rex Stout, E. M. Forster, Valery Larbaud, ecc.
Le sue opere, in particolare Nati due volte, ebbero grande successo internazionale e vennero tradotte in spagnolo, tedesco, inglese, olandese, ungherese, francese, svedese, cinese e giapponese.
Muore a Milano il 27 giugno 2003, colpito da collasso cardio-circolatorio mentre è ancora in piena attività. Dopo i funerali milanesi, ai quali partecipa un ingente numero di persone, la salma viene portata al cimitero di Arcellasco, frazione di Erba.

## Biblioteca e archivio personale
La sua biblioteca e le sue carte sono state acquistate nel 2005 dalla BEIC. La biblioteca è composta da 35.640 volumi e comprende libri antichi, opere di narrativa, monografie e saggi, dizionari, vocabolari ed enciclopedie, riviste, cataloghi, estratti, manuali e testi scolastici; sono inoltre presenti le sue opere in italiano e in lingua straniera. L'elenco completo è disponibile in una sezione del catalogo della Biblioteca digitale BEIC ; L'archivio comprende sue carte dal 1947 al 2004.

## Riconoscimenti
- 1978: Premio Selezione Campiello[12]
- 1979: Premio Sila sezione narrativa per Il giocatore invisibile.[13]
- 1983: Premio Nazionale Rhegium Julii per la narrativa[14]
- 1989: Premio Strega[15]
- 1994: Superpremio Flaiano[16]
- 1994: Premio Selezione Campiello[12]
- 1998: Premio Nazionale Rhegium Julii, Saggistica[14]; Premio Brancati[17]
- 2000: Premio Campiello;[12] Premio dei Lettori, Lucca-Roma, Premio Letterario Basilicata[18]
- 1997: Premio Chiara alla carriera[19].

## Opere

### Raccolte complessive
- Opere, a cura e con un saggio introduttivo di Daniela Marcheschi, Collana I Meridiani, Milano, A. Mondadori, 2004, ISBN 88-04-52510-X.

### Romanzi e racconti
- La morte in banca. Cinque racconti e un romanzo breve, Milano, Rusconi e Paolazzi, 1959; Un romanzo breve e undici racconti, ed. aumentata con altri racconti, Milano, A. Mondadori, 1979; Un romanzo breve e sedici racconti, ed. ampliata con racconti inediti, Milano, A. Mondadori, 1991, ISBN 88-04-34294-3.
  -  Lettore di casa editrice, a cura di Antonio Franchini, Collana Piccola biblioteca oggetti letterari, Milano, Henry Beyle, 2013, ISBN 978-88-976-0836-3.
- L'arte della fuga, Milano, Adelphi, 1968, 1990, ISBN 88-459-0723-6.
- Il giocatore invisibile, Milano, A. Mondadori, 1978.
- Il raggio d'ombra, Milano, A. Mondadori, 1983, 1988, ISBN 88-04-39834-5.
- La grande sera, Milano, A. Mondadori, 1989, ISBN 88-04-32426-0; 1995, ISBN 88-04-38215-5.
- Vite di uomini non illustri, Milano, A. Mondadori, 1993, ISBN 88-04-36910-8.
- Nati due volte, Milano, A. Mondadori, 2000, ISBN 88-04-48411-X..
- Il residence delle ombre cinesi, Collana Scrittori italiani e stranieri, Milano, A. Mondadori, 2003, ISBN 88-04-52415-4.
- Una lettera dal Paradiso. Storie di Natale, a cura di Fulvio Panzeri, Collana Nativitas, Novara, Interlinea, 2017, ISBN 978-88-6857-148-1.

#### Racconti per l'infanzia
- Chichita la scimmia parlante, ill.ni di D. De Luca, Collana Leggo io, Firenze, Giunti, 2001, ISBN 978-88-090-2023-8.

### Saggi
- Il giardino delle Esperidi, Milano, Adelphi, 1984, ISBN 88-04-54877-0.
- Le sabbie immobili, Bologna, Il Mulino, 1991, ISBN 88-15-03274-6.
- L'isola volante, Milano, A. Mondadori, 1996, ISBN 88-04-40666-6.
- I contemporanei del futuro. Viaggio nei classici, Milano, A. Mondadori, 1998, ISBN 88-04-50931-7.
- Prima persona, Milano, A. Mondadori, 2002, ISBN 88-04-50426-9.
- Leggere, Milano, Lucini, 2004.
- I classici in prima persona, Milano, A. Mondadori, 2006, ISBN 88-04-55338-3.
- Dentro la sera. Conversazioni sullo scrivere, Milano, Belleville, 2016, ISBN 978-88-900-0240-3.
- La lente di Svevo, a cura di Daniela Marcheschi, Collana Lapislazzoli, Bologna, EDB, 2017, ISBN 978-88-105-5912-3; Collana I melograni, Bologna, Marietti 1820, 2022, ISBN 978-88-211-1062-7. [La tesi di laurea di Pontiggia del 1959 era titolata in origine "La tecnica narrativa di Italo Svevo"; già affidata dall’Autore alla rivista «Kamen’», nn. 21-22, Gennaio-Giugno 2003]
- Le parole necessarie. Tecniche della scrittura e utopia della lettura, a cura di Daniela Marcheschi, Bologna, Marietti, 2018, ISBN 978-88-211-1010-8.
- Dialoghi sul romanzo, la psicanalisi, la scrittura e altro, A cura di Giovanni Sias, Polimnia Digital Editions, 2020, ISBN 978-88-991-9374-4.
- Per scrivere bene imparate a nuotare. Trentasette lezioni di scrittura, cura di e con Postfazione di Cristiana De Santis, Introduzione di Paolo di Paolo, cura e Postfazione di Cristiana De Santis, Collana Sentieri, Milano, Mondadori, 2020, ISBN 978-88-047-2356-1. [pubblicate a puntate su due riviste, «Wimbledon» (marzo 1990-febbraio 1993) e «Sette» (agosto-settembre 1994)]
- Il linguaggio della narrativa, in «Kamen’», XXXII, n. 63, Giugno 2023.
- Ricordo di Antonio Porta, a cura di Daniela Marcheschi, Viadana (MN), FuocoFuochino, 2023.
- Tradurre bene contro la cattiva globalizzazione, Collana Pochi libri per pochi, Firenze, De Piante, 2024, ISBN 979-12-803-6257-5.
- «Un libro che divorerei». Pareri di lettura, a cura di Daniela Marcheschi, Collana Le fondamenta, Venezia, Palingenia, 2024, ISBN 979-12-817-6501-6.

### Curatele
- AA.VV., I volti di Hermann Hesse, Milano, Fondazione Arnoldo e Alberto Mondadori, 1993.
- Francesco Guicciardini, Collezione Cento libri per Mille anni, Roma, Ist. Poligrafico dello Stato, 1999, ISBN 978-88-240-1943-9.

### Approfondimenti
- Daniela Marcheschi, "La fabbrica del testo", in Giuseppe Pontiggia, "Le parole necessarie. Tecniche  della scrittura e utopie della lettura", Bologna, Marietti 1820, 2018.
- Daniela Marcheschi, "Il laboratorio di uno scrittore", Giuseppe Pontiggia, La lente di Svevo, Bologna, EDB, 2018; poi Bologna, Marietti 1820, 2022, pp. 5-29.
- Mario Grasso, a cura di, "Il geniale universo letterario di Giuseppe Pontiggia", Contributi di A. Aglieco, M. Argento, S. Bommarito, M. Cairone, G. Cellura, V. Di Prima, A. Leotta, M. Liseo, A. Lombardo, M. Magnano, A. Maugeri, L. Morandotti, L. Rizzo, G. Sciortino, G.L. Sottile. Prova D'Autore 2021.